# Anthonie Leemans

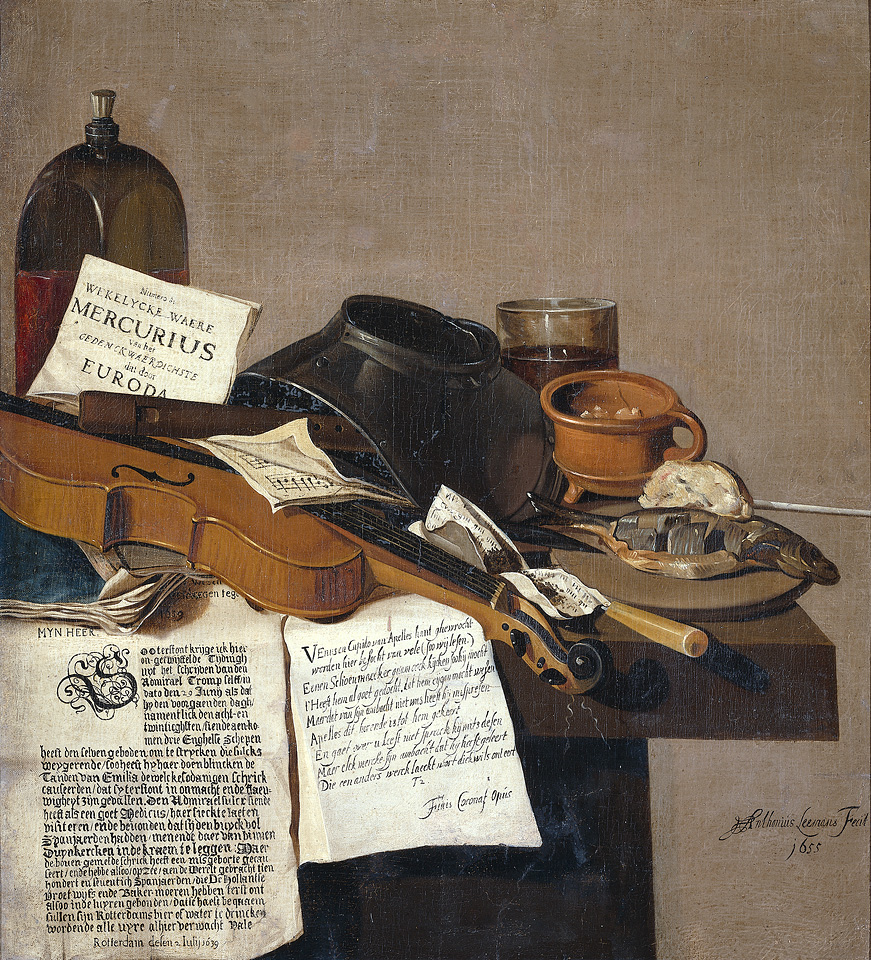
Martwa natura z książką Pietera Casteleyna "De Waere Mercurius", 1655, Rijksmuseum

Anthonie Leemans lub Antonius (ur. w 1631 w Hadze, zm. 1673 w Amsterdamie) – holenderski malarz barokowy.
Mało poznany artysta aktywny kolejno w Hadze, Utrechcie i w Amsterdamie. W młodości zabił lub okaleczył nożem człowieka i musiał uciekać z Hagi. Anthonie Leemans malował iluzjonistyczne martwe natury przedstawiające najczęściej klatki z ptakami, sprzęt myśliwski i broń, tworzył też sporadycznie portrety. Jego prace są obecnie bardzo rzadkie. W Muzeum Narodowym w Warszawie znajduje się sygnowany obraz Leemansa Klatki z ptakami i myśliwi.
Młodszy brat artysty Johannes Leemans (1633-1688) również był malarzem i poruszał podobną tematykę.